# Élection de Miss Prestige national 2018
L’élection de Miss Prestige national 2018 est la huitième élection du comité Miss Prestige national qui s'est déroulée à la Comédie de Saint-Étienne en région Auvergne-Rhône-Alpes le 13 janvier  2018.
La gagnante, Charlotte Depaepe, Miss Prestige Flandre 2017, succède à la réunionnaise Cécile Bègue, Miss Prestige national 2017.
L'élection de Miss Prestige national 2018 a été produite par Christiane Lillio.

## Classement final
| Titre                       | Candidates |
| --------------------------- | --- |
| Miss Prestige national 2018 | - Miss Prestige Flandre - Charlotte Depaepe |
| 1re dauphine                | - Miss Prestige Paris - Justine Ysmal |
| 2e dauphine                 | - Miss Prestige Côte d'Azur - Chloé Battelli |
| 3e dauphine                 | - Miss Prestige Mayotte - Aechat Kamar |
| 4e dauphine                 | - Miss Prestige Lorraine - Amélie Wentzinger |
| Top 12                      | - Miss Prestige Alsace - Laetitia Lorentz - Miss Prestige Artois-Hainaut-Cambrésis - Céline Legrand - Miss Prestige Bretagne - Audrey Bretaud - Miss Prestige Île-de-France - Séréna Politano - Miss Prestige Poitou-Charentes - Lolita Ferrari - Miss Prestige Réunion - Enola Fregence - Miss Prestige Rhône-Alpes - Émilie Noiret |

### Prix attribués
| Prix                            | Candidates                                              |
| ------------------------------- | ------------------------------------------------------- |
| Prix de la création             | Miss Prestige Bretagne – Audrey Bretaud                 |
| Prix du costume folklorique     | Miss Prestige Réunion – Enola Fregence                  |
| Prix de l'allure                | Miss Prestige Pays de Loire — Mathilde Launey           |
| Prix de la coiffure             | Miss Prestige Picardie — Léanna Saugé                   |
| Prix de la haute couture        | Miss Prestige Artois-Hainaut Cambrésis — Céline Legrand |
| Prix d’honneur de Saint-Étienne | Miss Prestige Franche-Comté — Laurie Sala               |

## Candidates
| Région                                 | Nom                   | Âge    | Élue le                                      |
| -------------------------------------- | --------------------- | ------ | -------------------------------------------- |
| Miss Prestige Alsace                   | Laetitia Lorentz      | 21 ans | 15 octobre 2017 à Soultzmatt                 |
| Miss Prestige Artois-Hainaut-Cambrésis | Céline Legrand        | 23 ans | 14 octobre 2017 à Lieu-Saint-Amand           |
| Miss Prestige Auvergne-Pays du Velay   | Lucie Lecas           | 19 ans | 22 avril 2017 à Sainte-Sigolène              |
| Miss Prestige Bourgogne                | Charlène Gibot        | 21 ans | 4 novembre 2017 à Poligny                    |
| Miss Prestige Bretagne                 | Audrey Bretaud        | 18 ans | 26 novembre 2017 à Nantes                    |
| Miss Prestige Côte d'Azur              | Chloé Battelli        | 19 ans | 15 décembre 2017 à Mandelieu-la-Napoule      |
| Miss Prestige Flandre                  | Charlotte Depaepe     | 22 ans | 9 décembre 2017 à Esquelmes                  |
| Miss Prestige Franche-Comté            | Laurie Sala           |        | 4 novembre 2017 à Poligny                    |
| Miss Prestige Gascogne                 | Mélody Klysz          |        | 21 octobre 2017 à Eauze                      |
| Miss Prestige Île-de-France            | Séréna Politano       | 20 ans | 17 décembre 2017 à Paris                     |
| Miss Prestige Languedoc                | Morgane Pagnerre      | 24 ans |                                              |
| Miss Prestige Loire-Forez              | Ilona Jusnaux         | 18 ans | 30 septembre 2017 à Saint-Étienne            |
| Miss Prestige Lorraine                 | Amélie Wentzinger     | 19 ans | 17 décembre 2017 à Hoste                     |
| Miss Prestige Mayotte                  | Aechat Kamar          | 20 ans | 17 décembre 2017 à Mamoudzou                 |
| Miss Prestige Midi-Pyrénées            | Sarah-Barbara Viaro   |        | 17 décembre 2017 à Toulouse                  |
| Miss Prestige Nouvelle Aquitaine       | Salomé Puyo           | 23 ans | 15 novembre 2017 à Pessac                    |
| Miss Prestige Paris                    | Justine Ysmal         | 22 ans | 17 décembre 2017 à Paris                     |
| Miss Prestige Pays de l'Ain            | Laurie Fernandes      | 21 ans | 26 novembre 2017 à Dagneux                   |
| Miss Prestige Pays de Loire            | Mathilde Launay       | 19 ans | 4 novembre 2017 à Saumur                     |
| Miss Prestige Pays de Savoie           | Alexia Boyaud         | 24 ans | 17 novembre 2017 à Bonneville                |
| Miss Prestige Picardie                 | Léanna Saugé          | 20 ans | 12 novembre 2017 à Saint-Quentin             |
| Miss Prestige Poitou-Charentes         | Lolita Ferrari        | 20 ans | 9 décembre 2017 à Breuil-Magné               |
| Miss Prestige Provence                 | Cloé Thibert          |        | 28 octobre 2017 à Château-Arnoux-Saint-Auban |
| Miss Prestige Réunion                  | Enola Fregence        | 18 ans | 17 novembre 2017 à Saint-Denis               |
| Miss Prestige Rhône-Alpes              | Emilie Noiret         | 19 ans | 1er octobre 2017 à Tullins                   |
| Miss Prestige Roussillon               | Roselyne Vandenelsken | 20 ans |                                              |

## Déroulement de la cérémonie
La cérémonie est présentée par Bernard Montiel pour la seconde année consécutive. L’élection est retransmise sur 24 chaînes locales et régionales.
Les 26 candidates ouvrent le bal avec leurs costumes folkloriques. Elles défilent en robes mousseline puis en maillot de bain 2 pièces sur le thème de la plage.
Les 12 finalistes défilent en robe de soirée. Les cadeaux offerts pour Miss Prestige national 2018 et les candidates sont révélées.
Les 5 finalistes sont annoncés et défilent en robes de cérémonie.
Miss Prestige national 2018 et les dauphines sont annoncées.

### Jury
Le jury complet est composé de huit personnalités:
| Membre                               | Notes                                      |
| ------------------------------------ | ------------------------------------------ |
| Rebecca Hampton (Présidente du jury) | Comédienne                                 |
| Marie-Laure Cornu                    | Miss Prestige National 2014                |
| Jean-Jacques Lafon                   | Chanteur                                   |
| Leroy Gómez                          | Chanteur                                   |
| Lucie Vagenhelm                      | Chanteuse                                  |
| Marie Myriam                         | Chanteuse et Gagnante de l’Eurovision 1977 |
| Julien Lepers                        | Animateur                                  |
| Christian Delagrange                 | Chanteur                                   |

## Retransmission TV[10]
- Alsace : Alsace 20
- Aube (département) : Canal 32
- Auvergne-Rhône-Alpes : 8 Mont-Blanc
- Bretagne : Tébéo, TébéSud, TVR (Bretagne)
- Hauts-de-France : MATÉLÉ, Wéo, Wéo Picardie
- Île-de-France : IDF1
- Loire : TL7
- Lorraine : Mirabelle TV, Vosges télévision
- Normandie : La Chaîne normande
- Nouvelle-Aquitaine : TV7 Bordeaux
- Occitanie : viàOccitanie
- Pays de la Loire : Le Mans Télévision
- Provence-Alpes-Côte d'Azur : Azur TV

## Représentations aux concours internationaux
- Chloé Battelli, Miss Prestige Côte d’Azur et 2e dauphine de Miss Prestige National 2018 a représenté la France à l’élection de Miss Kemer International 2018 en Turquie.
- Charlotte Depaepe, Miss Prestige National 2018 a représenté la France à l'élection de Miss Glam World 2019 en Inde. Elle a remporté le titre Miss Beautiful Face. Elle a également représenté la France à l’élection de Miss Tourism World où elle s’est classée dans le top 10.

## Observations